# Valerie Place
 (juin 2020).
Pour les articles homonymes, voir Place.
Valerie Place (24 mars 1969-22 février 1993) est une infirmière et une travailleuse humanitaire irlandaise. Elle est la deuxième personne occidentale à être tuée en Somalie pendant le conflit et la famine au début des années 1990. 

## Jeunesse
Valerie Place est née au 20 St Brendan's Crescent, Walkinstown à Dublin, le 24 mars 1969. Elle est la troisième enfant de Patrick, carrossier et de Margaret Place (née Byrne). Elle a trois frères et trois sœurs. Elle fréquente l'école secondaire St Paul's à Greenhills et est formée comme infirmière au St. James's Hospital de Dublin de 1987 à 1990. Elle travaille pendant un certain temps avec la Caring and Sharing Association (CASA). 

## Carrière
Place se rend en Somalie en septembre 1992 en tant que bénévole dans le cadre d'un contrat de deux ans avec Concern, l'agence irlandaise d'aide à l'étranger. Concern fait partie de la réponse internationale d'urgence en Somalie depuis mai 1992. Place est l'une des 70 travailleurs humanitaires irlandais basés en 17 endroits à travers la Somalie. Elle supervise une station d'alimentation pour 2 500 enfants et une école voisine à Mogadiscio. Les travailleurs humanitaires travaillent avec des gardes locaux puis avec la Force d'intervention unifiée de 30 000 soldats pour sécuriser les zones de distribution des secours humanitaires. Le force d'intervention a du mal à protéger les convois d'aide contre les attaques de groupes armés. 

## Mort et héritage
Elle voyage en groupe avec le révérend Aengus Finucane, le 22 février 1993 pour assister à l'ouverture d'une école à Wanlewein pour 1 200 personnes lorsque le groupe est attaqué. Place est mortellement blessée lorsque sa voiture, la dernière du convoi, est prise en embuscade à Afgooye. Elle est transportée vers un hôpital militaire à Mogadiscio par un hélicoptère de l'US Air Force, mais elle meurt quelques minutes après son arrivée,,. Ses funérailles à l'église du Saint-Esprit à Dublin rassemblent 2 000 personnes, dont la présidente irlandaise Mary Robinson. Robinson avait rencontré Place lors de sa visite en Somalie en octobre 1992,. 
Au moment de sa mort, Place est le deuxième travailleur humanitaire occidental tué en Somalie, après la mort de Sean Devereux en janvier 1993. La mort de Place suscite des demandes pour que la force d'intervention protège plus les travailleurs humanitaires et pour désarmer les factions somaliennes, ainsi que de nouvelles critiques contre le mandat de l'ONU pour son incapacité à soutenir l'intervention militaire par des initiatives politiques. Alors que la situation empire, les troupes américaines se retirent en mars 1994 et l'ONU se désengage en mars 1995. 
Le ministère irlandais des Affaires étrangères crée la bourse commémorative Valerie Place en mars 1993, qui permet aux enseignants et infirmières somaliens de se former en Irlande. En juin 1997, l'école d'infirmières de l'hôpital St. James dévoile un portrait et une salle de classe dédiée à sa mémoire. On trouve aussi une fresque murale à Mogadiscio,. 